# Ешвайлер
Ешвайлер (на немски: Eschweiler) е град в Западна Германия.

## География
Намира се в провинция Северен Рейн-Вестфалия. Население 	55 646 жители към 31 декември 2006. Разположен е около река Инде, на около 15 km на север от границата с Белгия и Холандия, и град Аахен. Разделен е на 22 градски района. Край града е езерото Блаущайнзе.

## История
Първите сведения за града са посочени от биографът на Карл Велики и датират от 828 г. От 1794 г. принадлежи към територията на Франция. От 1816 г. е град в Прусия. От 1946 г. е към провинция Северен Рейн-Вестфалия. Обект на туризъм са седемте замъка.

## Икономика
Химическа и металообработваща промишленост. Има жп гара, електроцентрала и казарма на Бундесвера.

## Събития
В Ешвайлер се провежда ежегоден карнавал.

## Известни личности
Родени в Ешвайлер
- Гьоц Брифс (1889-1974), философ
- Мартин Шулц (р. 1955), политик

## Побратимени градове
- Ватрело, Франция
- Райгит анд Банстед, Англия